# Бретёй (кантон, Уаза)
Бретёй (фр. Breteuil) — упраздненный кантон во Франции, регион Пикардия, департамент Уаза. Входил в состав округа Клермон.
В состав кантона входили коммуны (население по данным Национального института статистики за 2010 г.):
- Ансовиллер (1 217 чел.)
- Бакуэль (466 чел.)
- Бовуар (292 чел.)
- Бонвиллер (213 чел.)
- Боннёй-лез-О (817 чел.)
- Бретёй (4 353 чел.)
- Бруа (162 чел.)
- Вандёй-Капли (474 чел.)
- Виллер-Виконт (152 чел.)
- Гуи-ле-Грозейе (35 чел.)
- Ла-Эрель (189 чел.)
- Ле-Мениль-Сен-Фирмен (140 чел.)
- Мори-Монкрю (97 чел.)
- Пайар (601 чел.)
- Пленвиль (178 чел.)
- Роканкур (189 чел.)
- Рувруа-ле-Мерль (64 чел.)
- Серевиллер (125 чел.)
- Тартиньи (266 чел.)
- Труссанкур (339 чел.)
- Флеши (97 чел.)
- Шепуа (386 чел.)
- Экеннуа (745 чел.)

## Экономика
Структура занятости населения:
- сельское хозяйство — 7,0 %
- промышленность — 27,7 %
- строительство — 6,0 %
- торговля, транспорт и сфера услуг — 31,6 %
- государственные и муниципальные службы — 27,6 %

## Политика
На президентских выборах 2012 г. жители кантона отдали в 1-м туре Марин Ле Пен 28,4 % голосов против 25,7 % у Николя Саркози и 24,7 % у Франсуа Олланда, во 2-м туре в кантоне победил Саркози, получивший 52,2 % голосов (2007 г. 1 тур: Саркози  — 31,4 %, Сеголен Руаяль — 21,7 %; 2 тур: Саркози — 56,0 %). На выборах в Национальное собрание в 2012 г. по 1-му избирательному округу департамента Уаза они поддержали действующего депутата, кандидата партии Союз за народное движение Оливье Дассо, получившего 52,5 % голосов в 1-м туре и 63,5 % голосов - во 2-м туре.
|  | Кандидат     | Партия                    | % голосов |
|  | ------------ | ------------------------- | --------- |
|  | Жан Ковель   | Союз за народное движение | 70,21     |
|  | Алис Лангле  | Социалистическая партия   | 21,61     |
|  | Родольф Юссе | Национальный фронт        | 8,18      |